# Consejos pontificios
Los consejos pontificios, o pontificios consejos, fueron unos organismos de la curia romana, distintos por su composición de las congregaciones. La mayoría de ellos fueron instituidos por Pablo VI, dentro de las medidas tomadas por el pontífice para la implementación de la pastoral marcada por el Concilio Vaticano II. La constitución apostólica Pastor Bonus, de Juan Pablo II, que dotó de una nueva estructura a la curia romana, reguló de un modo general esos consejos. 
Con la reforma de la curia romana llevada a cabo por el papa Francisco mediante la constitución apostólica Praedicate Evangelium, los consejos pontificios desaparecieron, integrándose en distintos dicasterios. De hecho, antes de la promulgación de esa constitución apostólica, algunos de esos consejos fueron suprimidos y sustituidos por otros dicasterios, adelantando así la estructura de la curia que establece la constitución apostólica Praedicate evangelium, donde desaparece la diferencia entre congregaciones y consejos pontificios, sustituidas ambas instituciones por los dicasterios.

## Naturaleza y características
La constitución apostólica Pastor Bonus,  del 28 de junio de 1988, mediante la que Juan Pablo II reforma la curia romana, enumera en su art. 2 los siguientes dicasterios: la Secretaría de Estado, las congregaciones, los tribunales, los consejos y las oficinas. Los dicasterios, salvo que por su naturaleza o ley especial tuviesen otra estructura, estaban formados por un cardenal perfecto o un arzobispo presidente, y una asamblea formada por cardenales y obispos, con la ayuda de un secretarios. De acuerdo con la naturaleza de algunos dicasterios, a sus asambleas pueden adscribirse clérigos y otros fieles cristianos. De hecho así ha sucedido en los Consejos Pontificios, en cuyas asambleas han formado parte sacerdotes y laicos.
La reforma de la curia romana por el papa Francisco, mediante la constitución apostólica Praedicate evangelium, ha modificado su estructura, que queda formada por las siguientes instituciones curiales: la Secretaría de Estado, los dicasterios y otros organismos (art. 12.1 y 2.). Bajo la denominación de Organismos se encuentran los Organismos de justicia y los Organismos económicos; reserva por tanto la denominación de dicasterio para las instituciones curiales a las que se le encomiendan las tareas que anteriormente competían a las congregaciones y consejos pontificios.
En la siguiente tabla se indica el nombre del dicasterio que, de acuerdo con la Praedicate evangelium se encarga de las materias que antes eran competencia de cada consejo; en algunos casos el nuevo dicasterio asume también las funciones de una de las antiguas congregaciones.
| Consejos pontificios antes de la Praedicate evangelium   | Dicasterios con la Praedicate evangelium                    |
| -------------------------------------------------------- | ----------------------------------------------------------- |
| Consejo para Promoción de la Nueva Evangelización        | Dicasterio para la Evangelización                           |
| Consejo para los Laicos                                  | Dicasterio para los Laicos, la Familia y la Vida            |
| Consejo para la Familia                                  | Dicasterio para los Laicos, la Familia y la Vida            |
| Consejo para la promoción de la unidad de los cristianos | Dicasterio para la promoción de la unidad de los cristianos |
| Consejo para el Diálogo Interreligioso                   | Dicasterio para el Diálogo Interreligioso                   |
| Consejo para la Cultura                                  | Dicasterio para la Cultura y la Educación                   |
| Consejo Cor Unum                                         | Dicasterio para el Servicio del Desarrollo Humano Integral  |
| Consejo para la Justicia y Paz                           | Dicasterio para el Servicio del Desarrollo Humano Integral  |
| Consejo para la Pastoral de los Emigrantes e Itinerantes | Dicasterio para el Servicio del Desarrollo Humano Integral  |
| Consejo para la Pastoral de los Agentes Sanitarios       | Dicasterio para el Servicio del Desarrollo Humano Integral  |
| Consejo para los Textos legislativos                     | Dicasterio para los Textos Legislativos                     |
| Consejo para las Comunicaciones Sociales                 | Dicasterio para la Comunicación                             |

## Los consejos pontificios anteriores a laPraedicate evangelium

### Pontificio Consejo para los Laicos
Creado por Pablo VI en 1976 y sus funciones fueron el apostolado de los laicos en la Iglesia y, desde la llegada de Juan Pablo II al pontificado, la organización de las Jornadas Mundiales de la Juventud. La función de los laicos en la Iglesia católica fue especialmente reivindicada en el Concilio Vaticano II. El papa Francisco, con el motu proprio Sedula mater, del 15 de agosto de 2016, instituyó el Dicasterio para los Laicos, la Familia y la Vida, que asumía entre otras tareas las que había desarrollado este Consejo. La constitución apostólica Praedicate evangelium, en los arts. 128 a 1421, confirma y establece las normas por las que se rige este dicasterio.

### Pontificio Consejo para la Promoción de la Unidad de los Cristianos
Creado a raíz del espíritu ecuménico del Concilio y antes de que este finalizara, Juan XXIII instituye en 1960. el Secretariado para la promoción de la unidad de los cristianos, encomendándole la preparación de algunos de los documentos: sobre esta materia que fueron estudiados en el Concilio Vaticano II.  Terminado el concilio Pablo VI confirmó este Secretariado como un Dicasterio permanente de la Santa Sede. Su trabajo se ha orientado en dos materias fundamentales: la unión con las Iglesias protestantes, y el acercamiento hacia las iglesias orientales. La actividad del Consejo permitió el acercamiento hacia el Patriarcado de la Iglesia ortodoxa griega. Este Consejo integró también una Comisión para las relaciones con el Judaísmo. La  Praedicate evangelium, instituye un dicasterio con estas mismas funciones y denominación (art. 142-146).

### Pontificio Consejo de Justicia y Paz
Creado por Pablo VI en 1976 y cuyo trabajo permitió la constitución de varias asociaciones laicas en todo el mundo bajo la denominación genérica de "Justicia y Paz", como en España hizo Joaquín Ruiz-Giménez, para promover la denominada Doctrina social de la Iglesia. El papa Francisco, mediante el motu proprio Humanam Progressionem del 17 de agosto de 2016, instituyó el Dicasterio para el Servicio del Desarrollo Humano integral que asumió las tareas que estaban encomendadas al Consejo Justificia y Paz (art. 165) junto con las del Consejo para el Apostolado de los Agentes Sanitarios (art. 171), al Consejo para los inmigrantes e itinerantes (arts. 170) y al Consejo Cor Unum. La constitución apostólica Praedicate evangelium mantiene este Dicasterio con las esas mismas funciones, excepto las que desarrollaba el Consejo Cor Unum, que ahora son encomendadas al Dicasterio para el Servicio de la Caridad.

### Pontificio ConsejoCor Unum
Creado por Pablo VI en 1976 se le asignó las tareas de caridad y ayuda al tercer mundo, así como parte de las tareas misionales de la Iglesia católica y la distribución de la ayuda vaticana en catástrofes humanitarias. El papa Francisco, mediante el motu proprio Humanam Progressionem, del 17 de agosto de 2016, instituyó el Dicasterio para el Servicio del Desarrollo Humano integral encomendándole las tareas que había asumido este Consejo. La constitución apostólica Praedicate evangelium, encomienda esas tareas en los arts 79 a 81 al nuevo Dicasterio para el Servicio de la Caridad.

### Pontificio Consejo para la Familia
Instituido por Juan Pablo II con el motu proprio Familia a Deo Instituta en 1981, sustituyó al Comité para la Familia, creado por Pablo VI en 1973. Su trabajo alcanza a la promoción de la familia desde un punto de vista cristiano. Al Consejo le correspondía la promoción de la pastoral y del apostolado en campo familiar, mediante la aplicación de las enseñanzas y orientaciones del Magisterio eclesiástico para ayudar a las familias cristianas a cumplir su misión educativa y apostólica. El papa Francisco, con el motu proprio Sedula mater, del 15 de agosto de 2016, instituyó el Dicasterio Para los Laicos, la Familia y la Vida que asumía entre otras tareas la que había desarrollado este Consejo. La constitución apostólica Praedicate evangelium, en los arts. 128 a 1421, confirma y establece las normas por las que se rige este dicasterio.

### Pontificio Consejo para la Interpretación de los Textos Legislativos
Benedicto XV, mediante el motu proprio Cum iuris canonici, del 15 de septiembre de 1917, instituyó la Pontificia Comisión para la Interpretación auténtica del Código de Derecho Canónico, promulgado ese mismo año. Esta Comisión fue sustituida por la Comisión para la Revisión del Código de Derecho Canónico, instituida por Juan XXIII, el 28 de marzo de 1963. Promulgado el nuevo Código de Derecho Canónico, Juan Pablo II, con el motu proprio Recognito Iuris Canonici Codice, de 2 de enero de 1984, instituyó la Pontificia Comisión para la Interpretación auténtica del Código de Derecho Canónico, con lo que dejó de existir la antigua Comisión para la Revisión del Código. La constitución apostólica Pastor Bonus, de 28 de enero de 1988, de Juan Pablo II, con la reforma de la Curia Romana, trasformó la Comisión para la Interpretación auténtica del Código de Derecho Canónico, en el Pontificio Consejo para los textos legislativos, con una competencia más amplia y articulada. La constitución apostólica Praedicate evangelium, en los arts. 175-182, instituye el Dicasterio para los Textos Legislativos, con las funciones de aquella Comisión.

### Pontificio Consejo para la Pastoral de los Emigrantes e Itinerantes
Creado por Pablo VI en 1970, trataba en su origen de atender los flujos migratorios intraeuropeos y las consecuencias sociales que de ellos se derivaban. Su objetivo era trasladar la imagen del "buen samaritano", recogiendo la doctrina de Cristo respecto a la atención debida al que abandona su hogar en busca de una vida mejor. Los cambios sufridos por los problemas sociales de la emigración, han hecho que este consejo se preocupe también de los flujos migratorios hacia Europa de países subdesarrollados, especialmente africanos, así como del papel que las iglesias locales deben cumplir en el acogimiento de estas personas. Desde el 2009 estuvo presidido por el cardenal Antonio Maria Vegliò. El papa Francisco, mediante el motu proprio Humanam Progressionem, del 17 de agosto de 2016, instituyó el Dicasterio para el Servicio del Desarrollo Humano integral encomendándole las tareas que había asumido este Consejo. La constitución apostólica Praedicate evangelium, encomienda esas tareas en los arts 79 a 81 al nuevo Dicasterio para el Servicio de la Caridad.

### Pontificio Consejo para el Diálogo Interreligioso
El Pontificio Consejo para el Diálogo Interreligioso (en latín, Pontificium Consilium pro Dialogo inter Religiones) pues creado por la reforma de la Curia romana llevada a cabo por el Juan Pablo II con la constitución apostólica Pastor Bonus (1988). A través del Consejo se da continuidad a las tareas llevadas a cabo por la anterior  "Secretariado para los no Cristianos" instituido por Pablo VI, el domingo de Pentecostés de 1964, con la carta apostólica Progrediente Concilio.

### Pontificio Consejo de la Cultura
Creado por Juan Pablo II en 1993 ha tratado de adaptar las vivencias contenidas en el Evangelio a las sociedades actuales, mejorando el mensaje de comunicación entre la Iglesia católica y la sociedad. La constitución apostólica Praedicate evangelium, arts. 53 al 58, del papa Francisco, encomienda estas tareas al nuevo Dicasterio para la Cultura y la Educación

### Pontificio Consejo para las Comunicaciones Sociales
Este Pontificio Consejo fue instituido por Juan Pablo II, dentro de la reforma de la Curia, operada por la constitución apostólica Pastor Bonus.  No obstante este consejo tiene varios precedentes que se remontan a 1948 en que se instituyó dentro de la Curia Romana un Oficio denominado Pontificia Comisión para la Cinematografía didáctica y religiosa, cuyo estatuto fue aprobado por Pío XII, el 17 de septiembre de aquel año. Juan XIII, mediante el motu proprio Boni Pastoris, del 22 de febrero de 1959, erigió esa Comisión como un Oficio estable, confiando su dirección a la Secretaría de Estado. Pablo VI, mediante el motu proprio In fructibus multis, de 2 de abril de 1964, transformaba esa Comisión en la nueva Pontificia Comisión para las Comunicaciones Sociales. La constitución apostólica Pastor Bonus, de Juan Pablo II, instituyó el Consejo para las Comunicaciones Sociales que sustituyó en sus funciones la anterior Comisión La constitución apostólica Praedicate evangelium, arts. 183 al 188, del papa Francisco, instituye el Dicasterio para la Comunicación que asume las tareas que tenía encomendado este Consejo, articulando con más precisión sus cometidos, que -como su nombre anuncia- se centra en el sistema de comunicación de la Santa Sede (art. 183).

### Pontificio Consejo para la Pastoral de los Agentes Sanitarios
Juan Pablo II, mediante el motu proprio Dolentium hominum, del 11 de febrero de 1985, instituyó la Pontificia Comisión para la Pastoral de los Agentes Sanitarios; mediante la cons. apostólica Pastor Bonus, arts. 152  153, esa Comisión fue sustituida por el Consejo del Apostolado para los Agentes Sanitarios  Fue el único consejo con una tarea específica por razón de la materia y de las personas (profesionales) a quienes se direige. Por una parte su creación se justificó en la necesidad de afrontar la función de la medicina en la sanación de los enfermos, pero por otro ha servido también para mantener unida a la Iglesia en la doctrina sobre la sexualidad, prevención del embarazo, eutanasia y política del tratamiento jurídico del aborto.  El papa Francisco, mediante el motu proprio Humanam Progressionem, del 17 de agosto de 2016, instituyó el Dicasterio para el Servicio del Desarrollo Humano integral encomendándole las tareas que había asumido este Consejo.  La constitución apostólica Praedicate evangelium, mantiene ese Dicasterio.esas tareas (art. 171), encomendando las cuestiones relacionadas con la bioética (art, 139) al Dicasterio para los Laicos, la Familia y la Vida.

### Pontificio Consejo para la promoción de la Nueva evangelización
Creado por Benedicto XVI el 21 de septiembre de 2010 ante la evidencia el fenómeno de la secularización. En enero de 2013 se traspasa la competencia sobre la catequesis de la Congregación para el clero al Consejo pontificio para la promoción de la nueva evangelización. La constitución apostólica Praedicate evangelium instituye, en los arts. 53 al 68, el Dicasterio para la Evangelización que asume las funciones que competían al antiguo Consejo, en un contexto más amplio que integra toda la tarea evangelizadora de la Iglesia, hasta el punto de que se trata del único dicasterio presidido directamente por el romano pontífice (art. 54).